# José Alberto Percudani
José Alberto Percudani (Bragado (Buenos Aires), 22 de março de 1965) é um ex-futebolista argentino, que atuava como atacante.

## Carreira

### Independiente
É um dos maiores ídolos da história do Independiente, tendo se imortalizado no clube ao fazer o solitário gol da Intercontinental de 1984, a segunda do clube, que se isolaria até 2000 como a maior vencedora dentre as argentinas desta taça. Aproveitando jogada de Claudio Marangoni, correu mais que os adversários do Liverpool e conclui de canhota na saída do goleiro Bruce Grobbelaar.
Percudani tinha somente 19 anos e já estava na equipe principal do Rojo havia dois. Foi importante também no título argentino de 1983, marcando onze gols na campanha. Ficou no Independiente até 1987. Após disputar naquele ano a Copa América, foi jogar na Áustria. Ao todo, foram 50 gols em 150 partidas pelos diablos.

## Seleção
Percudani integrou a Seleção Argentina de Futebol na Copa América de 1987.

## Títulos

### Clube
Independiente
- Copa Libertadores (1): 1984
- Copa Intercontinental (1): 1984

Universidad Católica
- Copa Chile (1): 1991